# Ibach (Unternehmen)
Rud. Ibach Sohn in Schwelm/Westf. war bis 2007 der älteste noch produzierende Klavierhersteller der Welt. Gegründet 1794, gehörte das Unternehmen zu den führenden Herstellern von Klavieren (Pianos) und Flügeln. Bis 1904 produzierte das Unternehmen auch Orgeln. Ibach wurde bis zuletzt durch die Gründerfamilie geführt; mit Beginn des 21. Jahrhunderts war die siebente Generation in das Unternehmen eingetreten. 
Im Dezember 2007 wurde die Klavierproduktion am Standort Schwelm eingestellt, heute beschäftigt sich das Unternehmen nur noch mit dem Support der von ihm hergestellten Klaviere.

## Geschichte

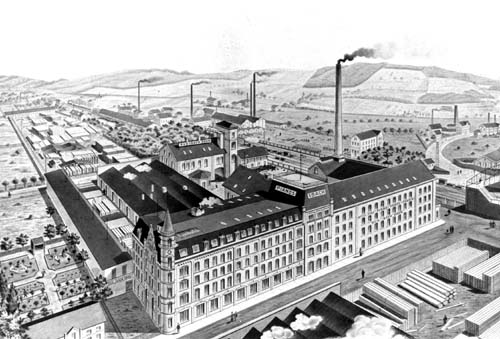
Die zweite Klavierfabrik in Schwelm um 1900

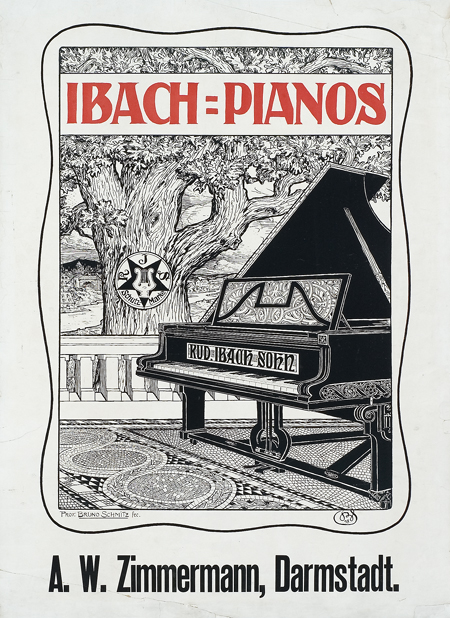
Plakat „Ibach-Pianos“, 1898 von Bruno Schmitz entworfen;
mit der Schutzmarke R I S am Eichenbaum

Johann Adolph Ibach baute 1794 sein erstes Tafelklavier (Pianoforte) in Beyenburg (seit 1929 zu Wuppertal). 1795 restaurierte er die Orgel des Kreuzherren-Klosters des Ortes. Vor dem Ende des 18. Jahrhunderts verlagerte er die Produktion in eine gemietete Werkstatt zunächst nach Rittershausen (Oberbarmen), dann nach Wupperfeld in Barmen (seit 1929 zu Wuppertal). 1817 errichtete Johann Adolph Ibach ein Wohn- und Fabrikgebäude, in welchem er Klaviere und auch Orgeln produzierte, wobei das Hauptaugenmerk dem Klavierbau galt. 1839 übernahm der Sohn Carl Rudolph Ibach mit seinem Bruder Richard Ibach das Unternehmen unter dem Namen Ad. Ibach Söhne. Erste Verkaufsniederlassungen wurden in Düsseldorf, Bonn und Essen errichtet. Bis Anfang der 1850er Jahre gehörte Ibach neben dem Kölner Klavierbauer Eck sowie Gebauhr in Königsberg zu den größten Klavierherstellern Preußens. Ibach trieb seinen Export vor allem in die Niederlande voran. 1869 wurde der Orgelbau als selbständiges Unternehmen ausgelagert. Auf der Wiener Weltausstellung 1873 wurde das Unternehmen ausgezeichnet. Das Unternehmen wurde erweitert und so kamen ein Verkaufslager mit Kunstschreinerei in Köln und eine neue Fabrik in Schwelm hinzu.

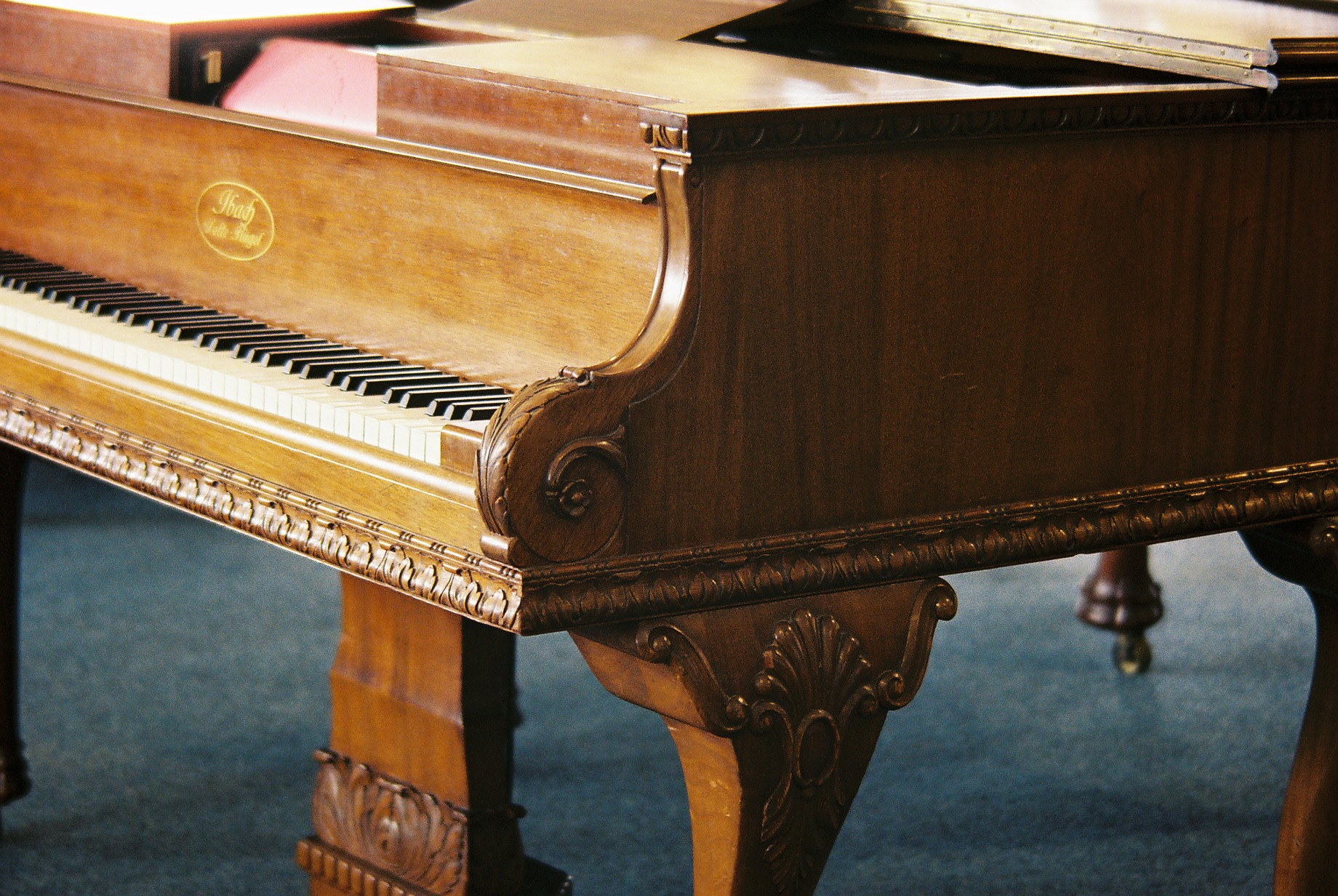
Ibach-Welte-Flügel 1924

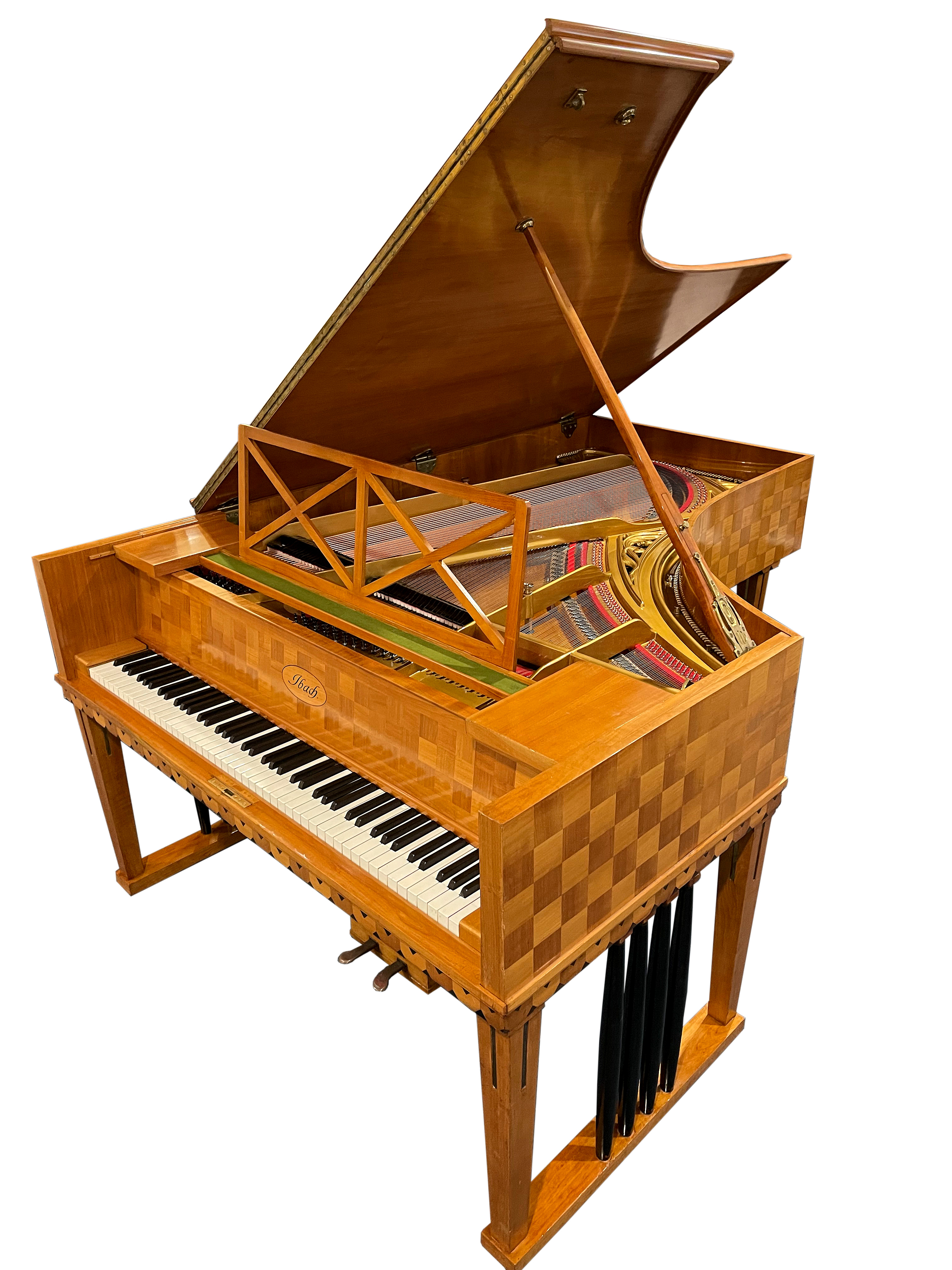
Ibach- Richard Strauss-Flügel 1908

Weiterhin wurden ein öffentliches Instrumentenmuseum sowie die erste Musikbibliothek Wuppertals eröffnet. 1892 übernahm Hulda Ibach, die Witwe von Peter Adolph Rudolph, das Unternehmen. Sie führte das Unternehmen, welches inzwischen mehrere hundert Mitarbeiter beschäftigte, zwölf Jahre lang. In dieser Zeit wurde auch die dritte Fabrik in Berlin errichtet. Weiterhin expandierte das Unternehmen und verkaufte auch nach Mittel- und Südamerika, ins Baltikum, nach Russland, Asien, Afrika und Ozeanien. In diese Zeit fielen verschiedene Erfindungen und Neuentwicklungen, so der Transponierflügel, die Strahlenklaviatur, das Ibachord (Konzert-Cembalo), das Dirigentenpult-Klavier, der Ibach-Welte-Flügel und das Ibach-Welte-Pianino. Die Zeit nach dem Ersten Weltkrieg wurde für das Unternehmen zur Bewährungsprobe.

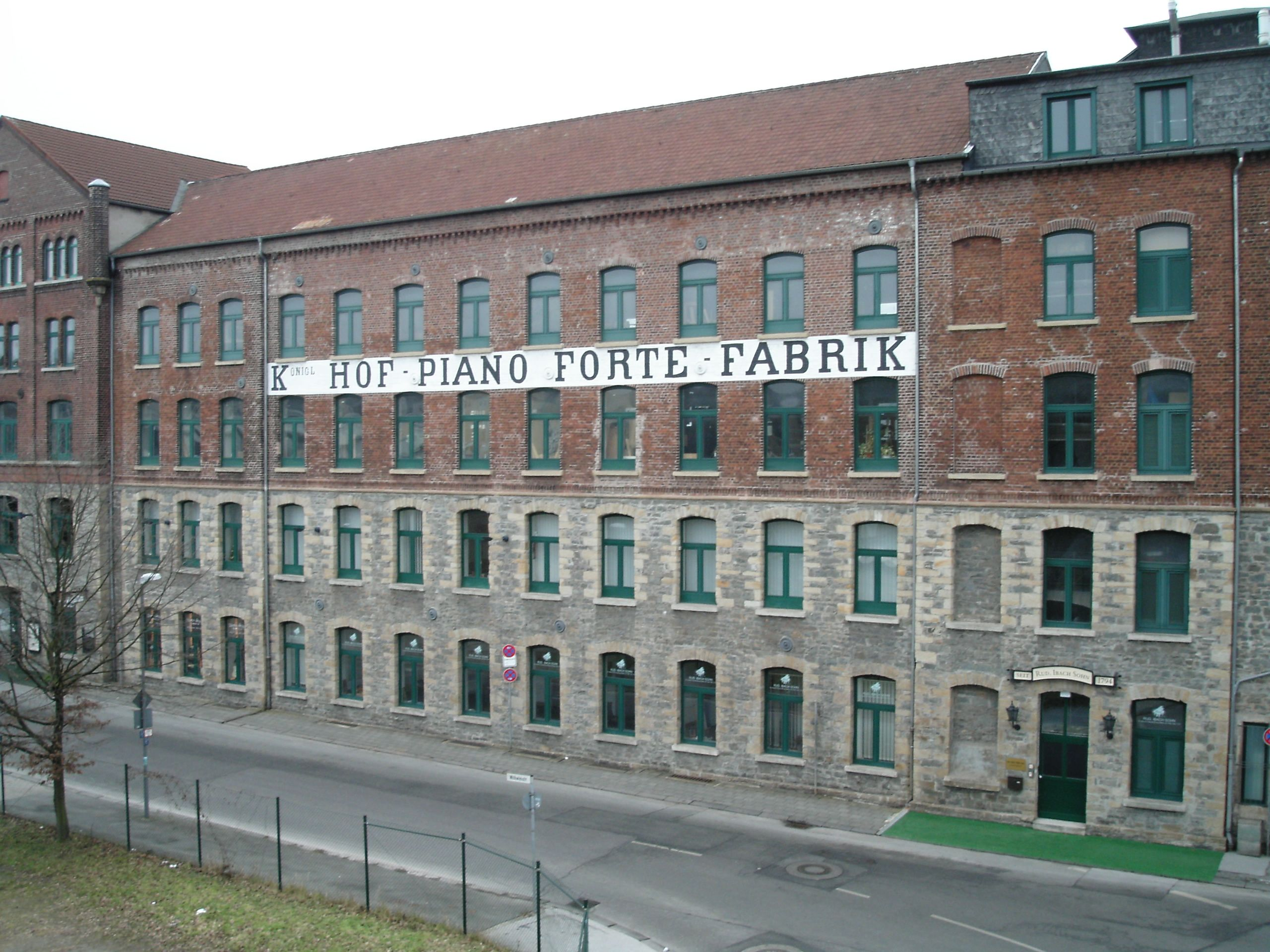
Teilansicht des Fabrikgebäudes in Schwelm

Der österreichische Sänger Felix von Kraus an seinem Ibach-Transponierflügel

Neben dem Wegfall von Exportmärkten wurde der Markt für Instrumente durch die Erfindung von Radio und Grammophon kleiner. Das Automobil löste den Flügel als Statussymbol ab. Durch die geänderten Kundenwünsche, vor allem aber wegen der kleineren Wohnungen, wurde das Kleinklavier entwickelt. Der Zweite Weltkrieg brachte starke Zerstörungen und so auch die des Stammhauses in Barmen. Daher wurde das Werk in Schwelm 1945 zum neuen Hauptsitz. Die Produktion konnte allerdings erst 1950 wieder aufgenommen werden. Der wirtschaftliche Aufschwung in den 1960er und 1970er Jahren brachte für das Unternehmen dann wieder gute Zeiten.
In den 1980er Jahren wurden im Rahmen eines Joint Ventures mit dem südkoreanischen Unternehmen Daewoo Instrumente in Korea hergestellt, wobei alle dort gefertigten Instrumente von Ibach abgenommen wurden. An Produkten aus Korea wurde ein K als Zusatz angebracht. Nach Meinung von Außenstehenden brachte diese „Verwässerung“ des Markennamens in der Folge die schweren wirtschaftlichen Probleme. Die seit 2004 als Geschäftsführerin tätige Julia Sabine Falke (geb. Ibach) sah hingegen die Kampagne der Wettbewerber gegen Ibach als das Hauptproblem. 2007 arbeiteten noch fünf Klavierbauer für Ibach. Im Dezember 2007 wurde die Produktion eingestellt. Weltweit ältestes, kontinuierlich produzierendes Klavierbauunternehmen ist seitdem John Broadwood & Sons in Großbritannien.

## Inhaber
- Johannes Adolph Ibach (1766–1848), Gründer, 1794–1839.
- Carl Rudolph Ibach (1804–1863, spätere Schreibweise Carl Rudolf Ibach), zeitweilig gemeinsam mit seinen Brüdern Richard Ibach und Gustav Adolf Ibach, 1839–1863.
- Übergangsweise: Richard Ibach (1813–1889), Orgelbauer, gemeinsam mit Regine Emilie Ibach (geb. Bruckenhaus), Witwe von Carl Rudolph Ibach, 1863–1869.
- Peter Adolph Rudolph Ibach (1843–1892, spätere Schreibweise Peter Adolf Rudolf Ibach), ab 1869 unter dem Namen Rud. Ibach Sohn, 1869–1892.
- Hulda Ibach (geb. Reyscher, 1845–1921), Witwe von Peter Adolph Rudolph Ibach, gemeinsam mit Schwager Walter Ibach, 1892–1904.
- Albert Rudolf Ibach (1873–1940), zeitweilig gemeinsam mit seinen Brüdern Max Ibach und Hans Ibach, 1905–1940.
- Johann Adolf Ibach (1911–1999), 1940–1980.
- Rolf Ibach (geb. 1940), 1980–2006.
- Julia Sabine Falke (geb. Ibach, 1972), 2005–2007

## Bedeutende Produkte

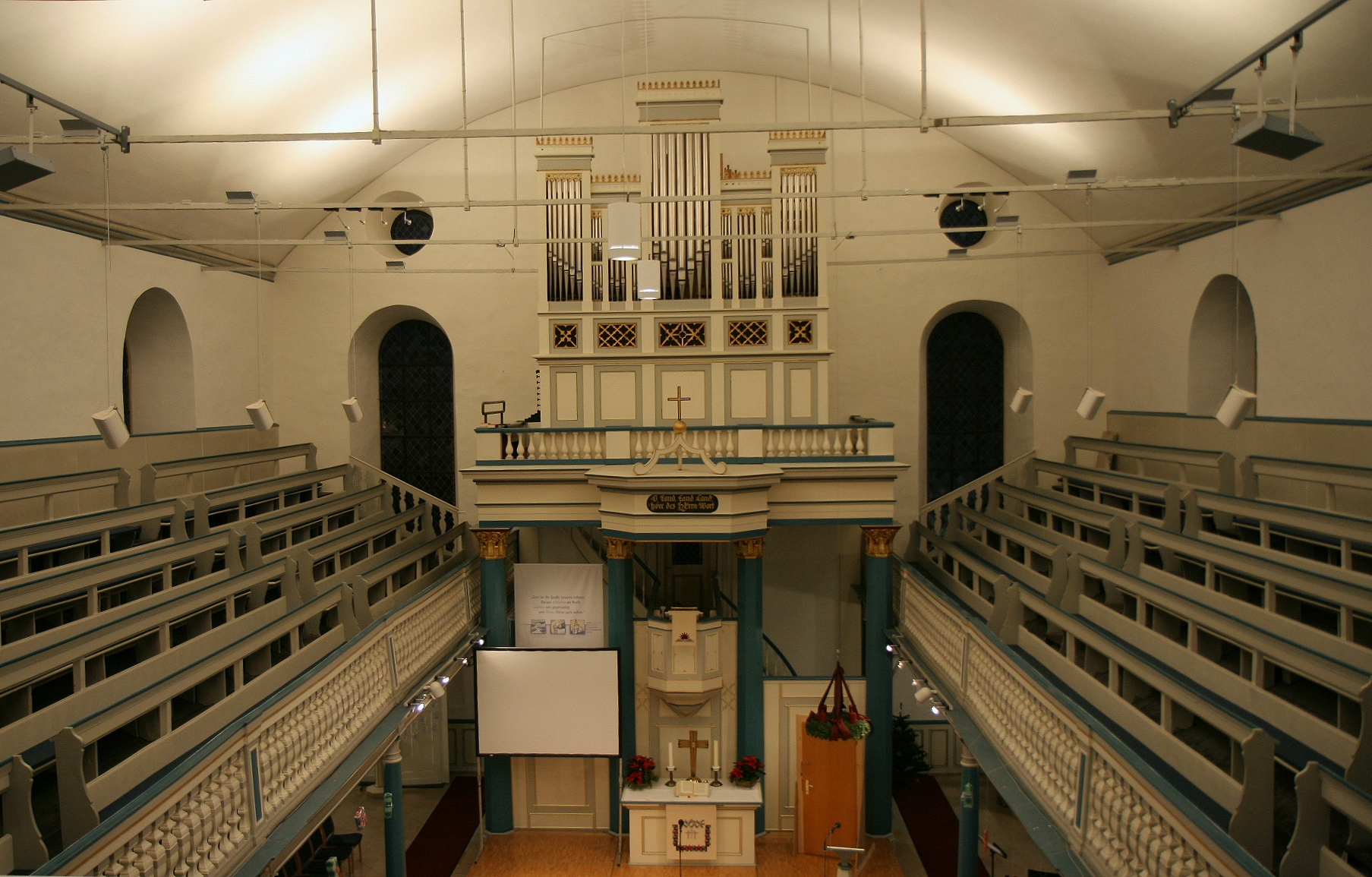
Ibach-Orgel in der Nicolai-Kirche Halver

- Orgel des Schlosses Stolzenfels (das Rhein-Schloss der preußischen Könige) in Koblenz
- Orgel der Konstantinbasilika in Trier
- Erste Konzertsaalorgel Europas, für das Gesellschaftshaus der Bürgergesellschaft Concordia in Wuppertal-Barmen
- Schiffsflügel und -klaviere für Schnelldampfer des Norddeutschen Lloyd
- Tradition von Designer-Instrumenten[5] nach Entwürfen namhafter Architekten und bildender Künstler, so 1995 Pritzker-Preisträger Peter Richard Alan Meier[6]

## Beschickte Weltausstellungen
- 1862: Weltausstellung London
- 1873: Weltausstellung Wien
- 1876: Weltausstellung Philadelphia
- 1879: Weltausstellung Sydney
- 1880: Weltausstellung Melbourne
- 1897: Weltausstellung Brüssel (außer Konkurrenz, Ibach war in der Jury)
- 1902: Weltausstellung Turin
- 1904: Weltausstellung St. Louis
- 1906: Weltausstellung Mailand
- 1910: Weltausstellung Brüssel

## Rezeption
Die Präsenz von Ibach-Instrumenten in den Vereinigten Staaten des 19. Jahrhunderts erfuhr in der Westernparodie Auch ein Sheriff braucht mal Hilfe (1969) eine Würdigung. Um den auf der Durchreise nach Australien neu in der fiktiven Goldgräberstadt Calendar in Colorado angekommenen Jason McCullough (James Garner) den modernen und kultivierten Charakter der Stadt und seines eigenen Hauses aufzuzeigen, in welchem dieser – später zum Sheriff ernannt – wohnen wird, und ihn zum Bleiben zu bewegen, betont der Bürgermeister, Olly Perkins (Harry Morgan), er habe für seine hübsche und wohlhabende Tochter Prudy Perkins (Joan Hackett), welche Jason letztlich heiraten wird, ein Harmonium angeschafft: „Es kommt von weither, aus Düsseldorf.“

## Hoflieferantenprädikate
- 1876 Wilhelm Friedrich Karl von Oranien-Nassau, Prinz von Oranien-Nassau, Prinz der Niederlande
- 1878 Wilhelm I., Deutscher Kaiser, König von Preußen
- 1886 Georg II., Herzog von Sachsen-Meiningen
- 1900 Georg II., Herzog von Sachsen-Meiningen
- 1901 Karl I., König von Portugal, König der Algarve
- 1901 Karl Günther, Fürst zu Schwarzburg-Sondershausen
- 1902 Karl I., König von Rumänien
- 1902 Ferdinand I., Zar von Bulgarien
- 1902 Friedrich Wilhelm II., Großherzog von Mecklenburg-Strelitz
- 1904 Maria Letizia Bonaparte, Prinzessin von Savoyen, Herzogin von Aosta
- 1905 Franz Joseph I., Kaiser von Österreich, König von Ungarn
- 1905 Georg I., König von Griechenland
- 1905 Oskar II., König von Schweden, König von Norwegen
- 1908 Gustav V., König von Schweden
- 1910 Friedrich II., Herzog von Anhalt
- 1911 Louise Sophie von Schleswig-Holstein-Sonderburg-Augustenburg, Prinzessin von Schleswig-Holstein-Sonderburg-Augustenburg, Ehefrau Prinz Friedrich Leopolds von Preußen
- 1913 Wilhelm Ernst, Großherzog von Sachsen-Weimar-Eisenach
- 1914 Ernst Ludwig, Großherzog von Hessen und bei Rhein

Britische Auszeichnungen durch:
- Viktoria, Königin des Vereinigten Königreichs von Großbritannien und Irland, Kaiserin von Indien
- Herzogin von Fife
- Herzogin von Albany
- Herzogin von Buccleuch
- Herzogin von Richmond
- Gräfin von Aberdeen

(Quelle:)